# Albert von Escher

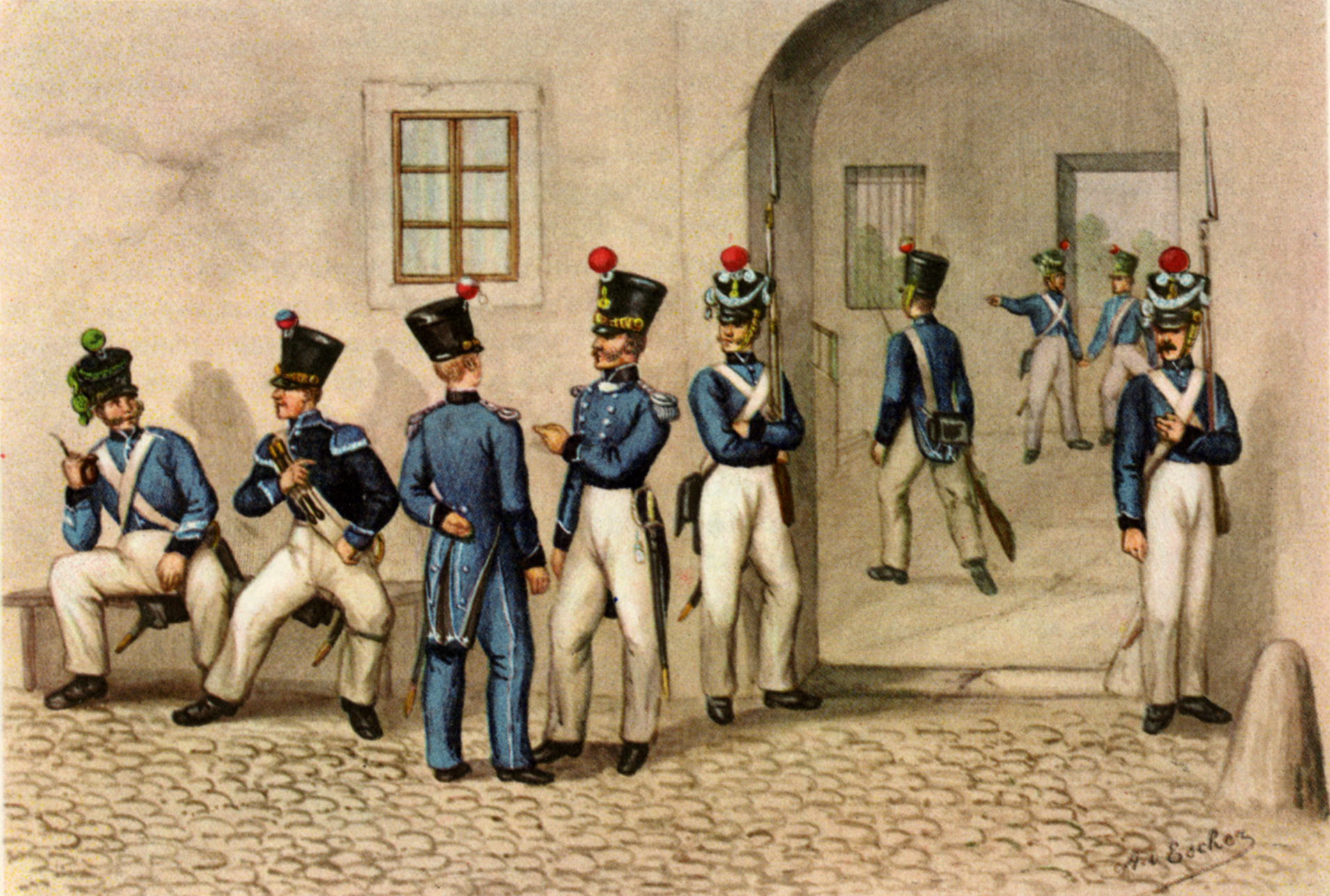
Albert von Escher: Infanterie des Kantons Zürich 1830–1847

Albert von Escher (* 20. Mai 1833 in Zürich; † 16. Mai 1905 in Genf) war ein Schweizer Amateur-Maler mit einem Schwerpunkt auf militärischen Themen. Hervorgetreten ist er neben Schlachtenbildern vor allem durch Aquarelle und Mappenwerke zu schweizerischen Uniformen. In der Schweizer Armee bekleidete er den Rang eines Hauptmanns.

## Werke
Albert von Escher schuf Aquarell-Serien mit den Titeln «Die schweizerischen Milizen des 18. Jahrhunderts» (160 Aquarelle), «Die schweizerischen Milizen des 19. Jahrhunderts» (530 Aquarelle) und «Die schweizerischen Regimenter in fremden Diensten» (200 Aquarelle). Diese Aquarelle wurden vom Schweizer Bundesrat für die Bibliothek des Generalstabs erworben. Reproduktionen seiner Werke sind in Mappenwerken, die Albert von Escher selbst publiziert hat, erschienen, und wurden auch als Illustrationen in späteren Veröffentlichungen verwendet.